# لويس ريكاردو رييس
لويس ريكاردو رييس (بالإسبانية: Luis Ricardo Reyes)‏ (3 أبريل 1991 في المكسيك - ) هو لاعب كرة قدم مكسيكي في مركز الوسط. لعب مع نادي أطلس.

## وصلات خارجية
- لويس ريكاردو رييس على موقع الاتحاد الدولي (مؤرشف)  (الإنجليزية)
- لويس ريكاردو رييس على موقع إي إس بي إن إف سي (الإنجليزية)
- لويس ريكاردو رييس على موقع قاعدة بيانات كرة القدم.إي يو (الإنجليزية)
- لويس ريكاردو رييس على موقع ناشيونال فوتبول تيمز (الإنجليزية)
- لويس ريكاردو رييس على موقع Soccerway.com (الإنجليزية)
- لويس ريكاردو رييس على موقع عالم كرة القدم.نت (الإنجليزية)
- لويس ريكاردو رييس على موقع AS.com (الإسبانية)